# Бишкиль (посёлок)
Бишки́ль — посёлок в Чебаркульском районе Челябинской области. Административный центр Бишкильского сельского поселения. Находится севернее автодороги М5 «Урал», в районе посёлка Тимирязевский.
Через посёлок протекает одноимённая река и проходит линия ЮУЖД со станцией Бишкиль.
Севернее Бишкиля расположен посёлок Ключи, северо-восточнее — деревня Аджитарово, южнее — село Медведево, вплотную примыкающее к Бишкилю.
Около Бишкиля, в домике управляющего Мариинским прииском, располагалась одна из первых большевистских типографий.

## Население
| 2002 | 2010  |
| ---- | ----- |
| 1915 | ↘1760 |

По данным Всероссийской переписи, в 2010 году численность населения посёлка составляла 1760 человек (804 мужчины и 956 женщин).
Проживают русские, башкиры.

## Инфраструктура
В посёлке функционируют средняя общеобразовательная школа, военно-патриотический клуб «Ратибор», два детских сада.

## Улицы
Уличная сеть посёлка состоит из 25 улиц.